# Isaac II Angelos
Isaac II Angelos av Bysans, född 1156, död 1204, var monark i kejsardömet Bysans mellan år 1185 och 1195, och 1203 och 1204. 
Isaac II Angelos utropades till kejsare efter Andronikos I:s fall 1185, och bidrog genom bristande regentgåvor till rikets fall. Så framkallade han genom utpressning ett uppror, som vållade bildandet av det nybulgariska riket. För att skydda sitt rike vid 3:e korståget slöt han förbund med sultanen Saladin, varigenom västerlandets fiendskap mot bysantinska riket ökade. 1195 avsattes han och bländades.
Under 4:e korståget framtogs Isaac II Angelos ur sitt fängelse och blev på nytt för en tid kejsare tillsammans med Alexios IV Angelos, men avled kort därpå.